# Église Saint-Éliphe de Rampillon
L'église Saint-Éliphe est une église paroissiale catholique située à Rampillon, commune française du département de Seine-et-Marne, en région Île-de-France.
L'église, de style gothique, a été construite dans la première moitié du XIIIe siècle. Elle est située sur une butte qui domine la plaine de Brie. Elle est renommée pour son portail richement ouvragé, orné d'archivoltes montrant des personnages en robe et d'un tympan représentant le Jugement dernier, l'ensemble datant du milieu du XIIIe siècle.
L'édifice est classé au titre des monuments historiques depuis 1846.

## Historique
L'église, qui faisait partie de la commanderie de Rampillon de l'ordre de Saint-Jean de Jérusalem, a été construite au XIIIe siècle, une tour ronde dite « tour des Templiers » est accolée à l'angle nord-ouest de l'édifice.
Saint Éliphe ou saint Élophe est un obscur saint lorrain qui a donné son nom à la commune de Soulosse-sous-Saint-Élophe dans le département des Vosges. La légende veut qu'il ait eu la tête coupée et qu'il soit allé la déposer en haut d'une colline. Sur le trumeau du portail de l'église de Rampillon, il est représenté sous la forme d'un jeune homme à la barbe soignée, en robe de diacre. On ne sait pas comment son culte est arrivé en Brie.
La commanderie fut incendiée en 1432 par les Anglais, lors de la guerre de Cent Ans.

## Description

### Extérieur
L'église est connue pour son architecture d'une grande simplicité et d'une grande pureté, mais aussi pour son remarquable portail représentant le Jugement dernier, ainsi qu'un très beau calendrier agricole. Traditionnellement les représentations du Jugement dernier présentent d'un côté les Élus et de l'autre les Damnés. La particularité ici est qu'il n'y a aucun Damné.

#### Façade occidentale
Sur la façade principale se trouve le portail principal, sculpté en pierre calcaire blanche, réalisé vers 1250. La figure du pilier du trumeau représente Éliphe, saint patron de l'Église.
Le tympan est dédié au Jugement dernier. Au milieu, entouré d'anges, le Christ est intronisé en tant que juge du monde. Juste au-dessous, sur le linteau, les morts sortent de leurs tombes pour être jugés. Au-dessus du tympan s'arquent des archivoltes décorées de baguettes rondes, de feuillages et de figures d'anges.

Tympan du portail ouest
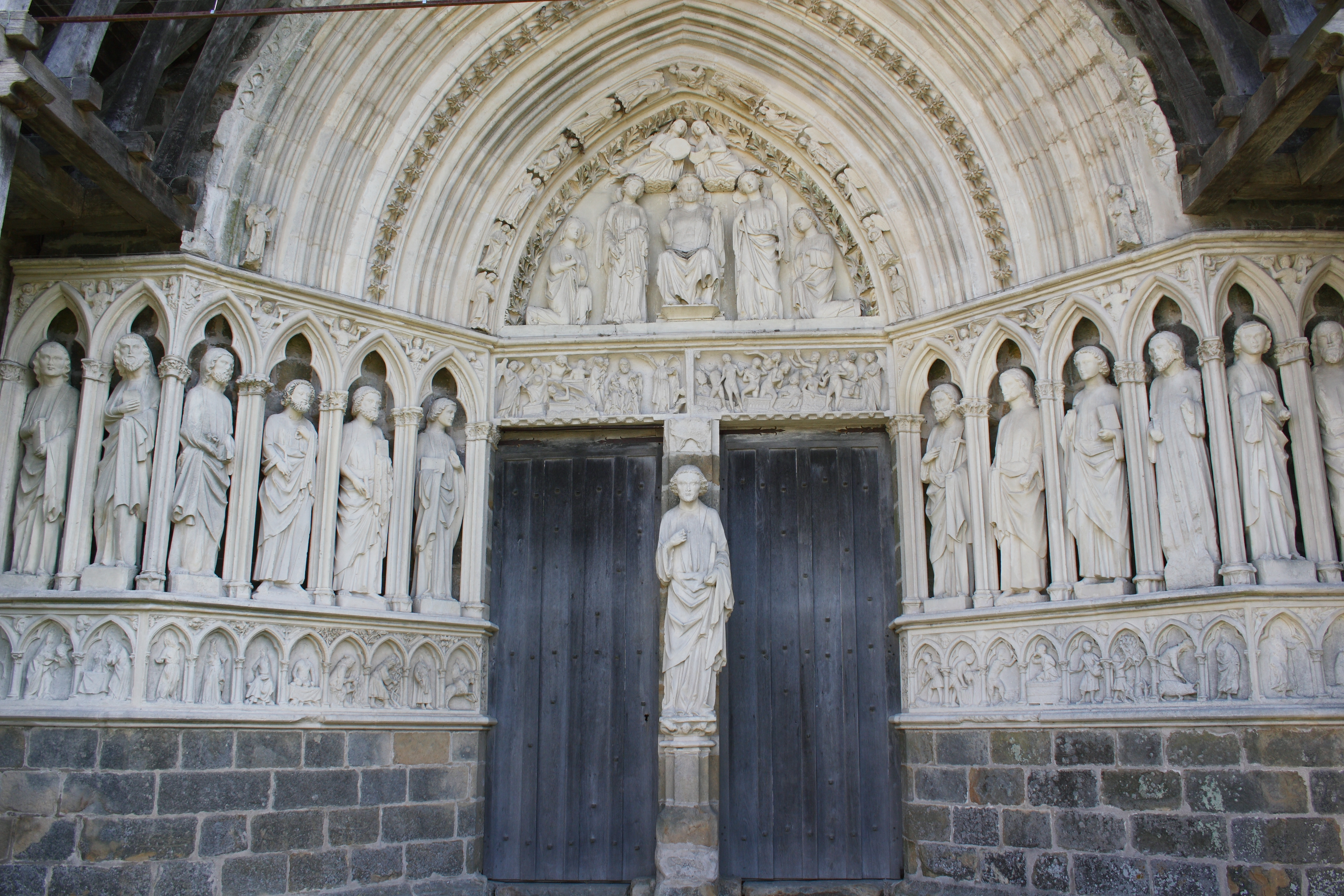
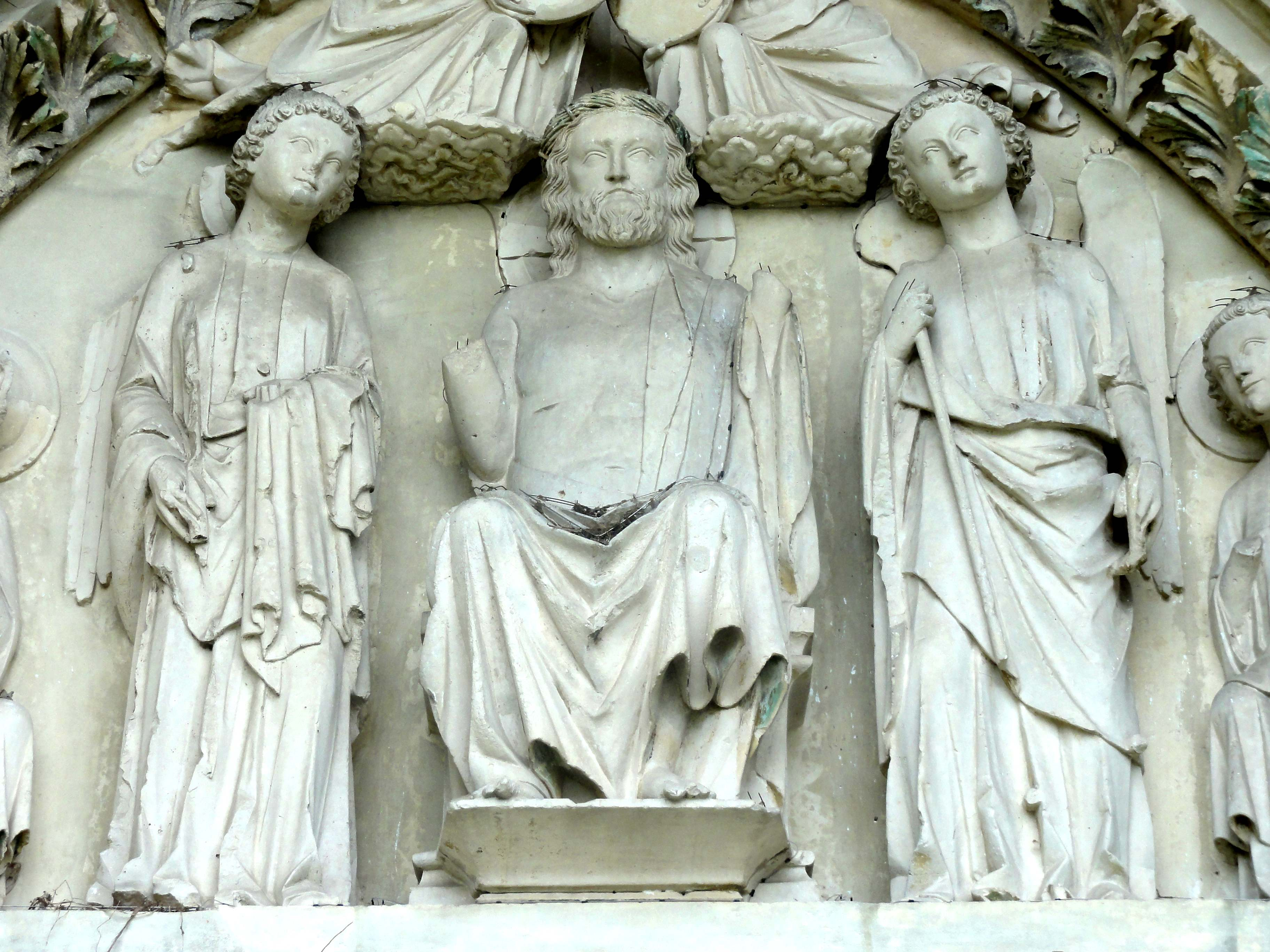
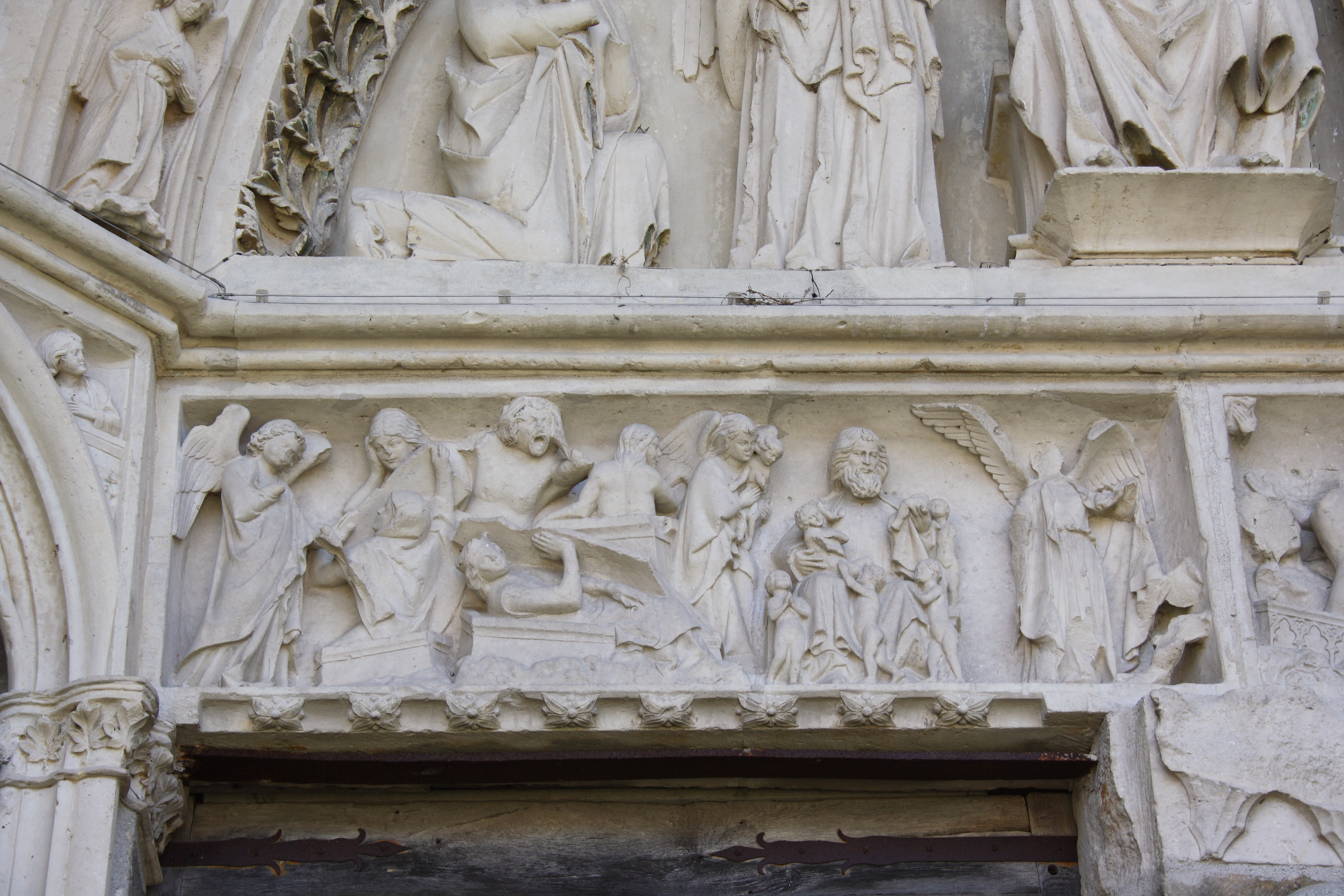
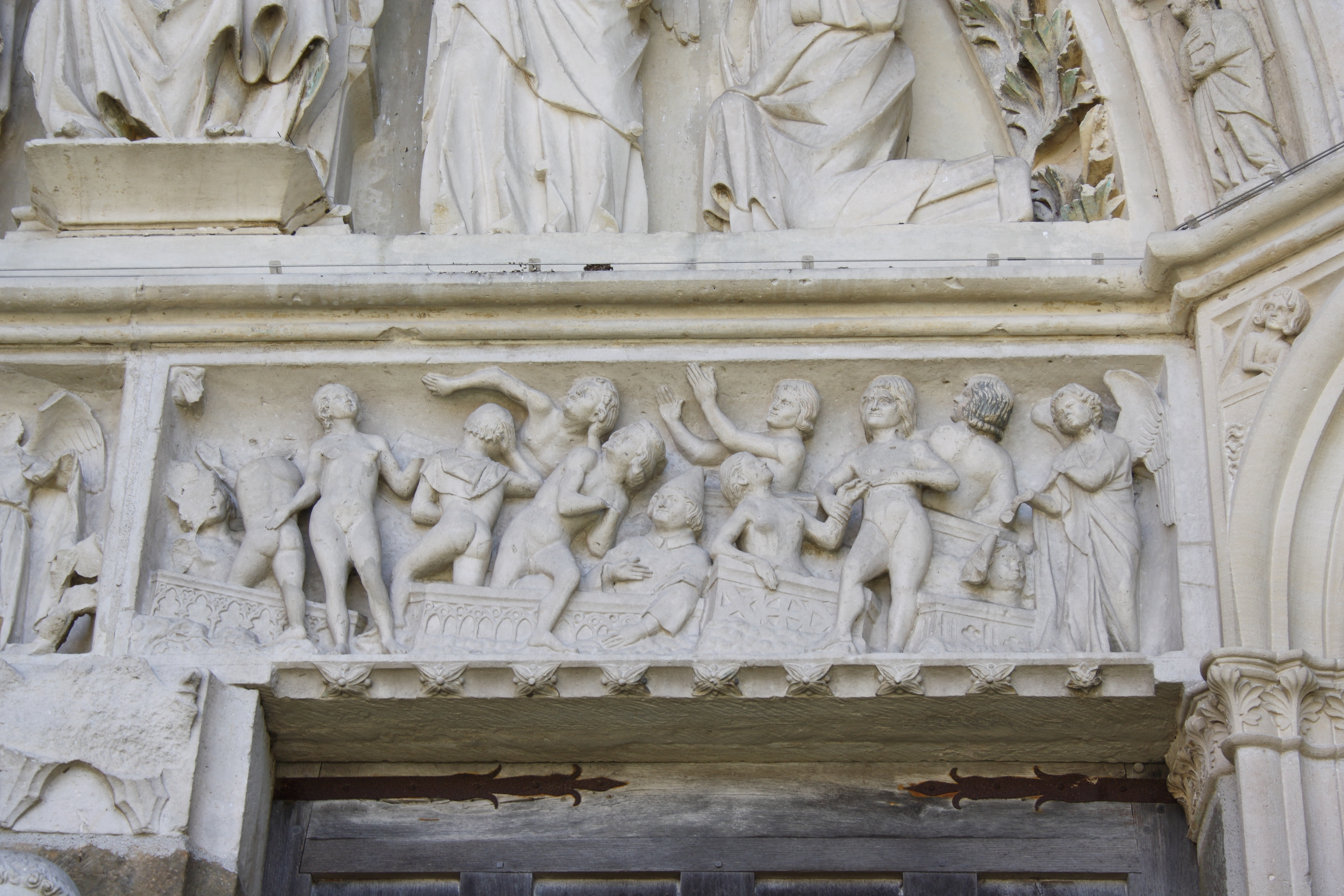

Les côtés du porche présentent les statues des Douze Apôtres.
Les panneaux en relief situés au-dessous représentent les travaux des mois, tandis que les panneaux extérieurs montrent la Présentation au Temple sur la gauche et l'Adoration des Mages sur la droite.

Calendrier champêtre
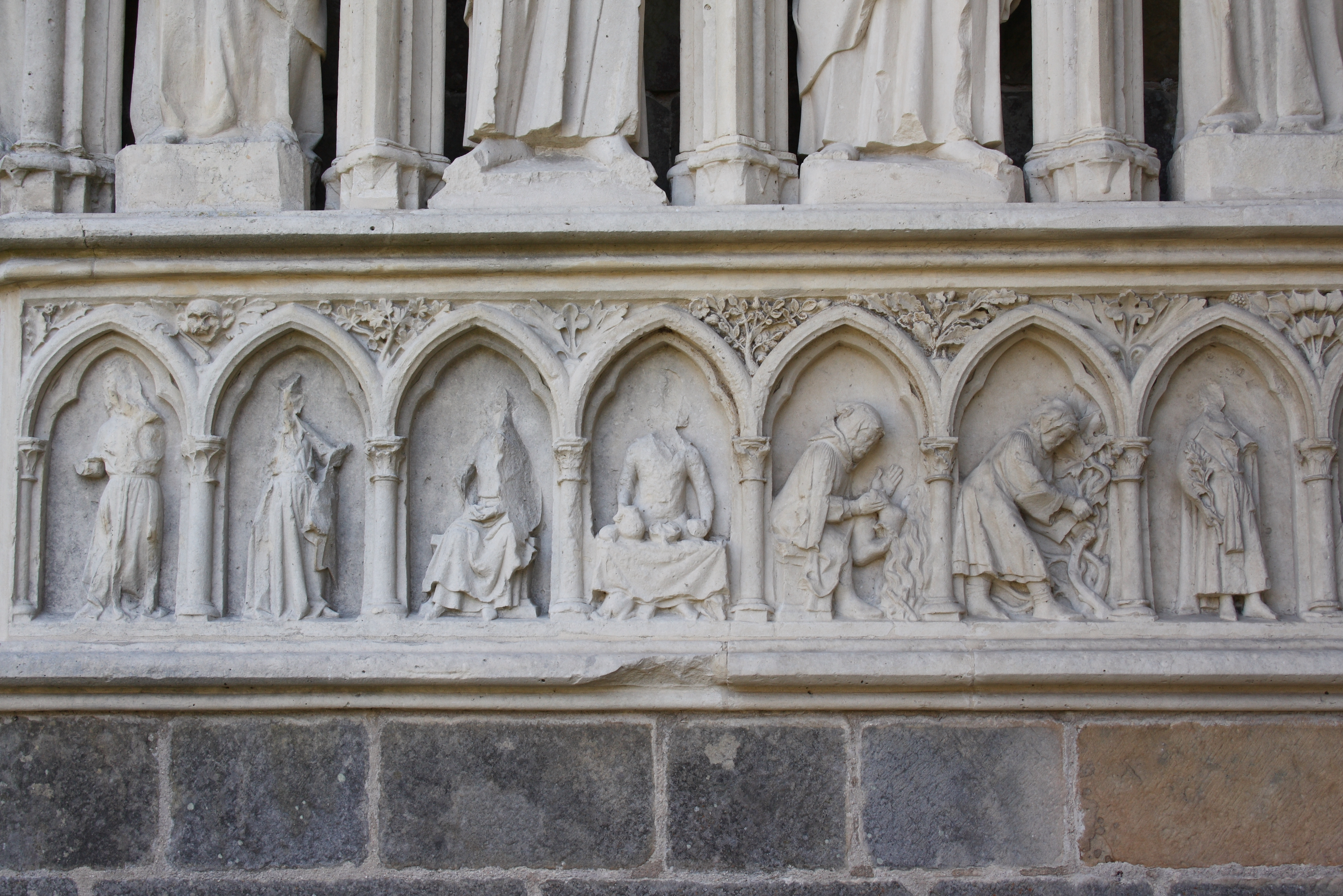
Le calendrier agricole.
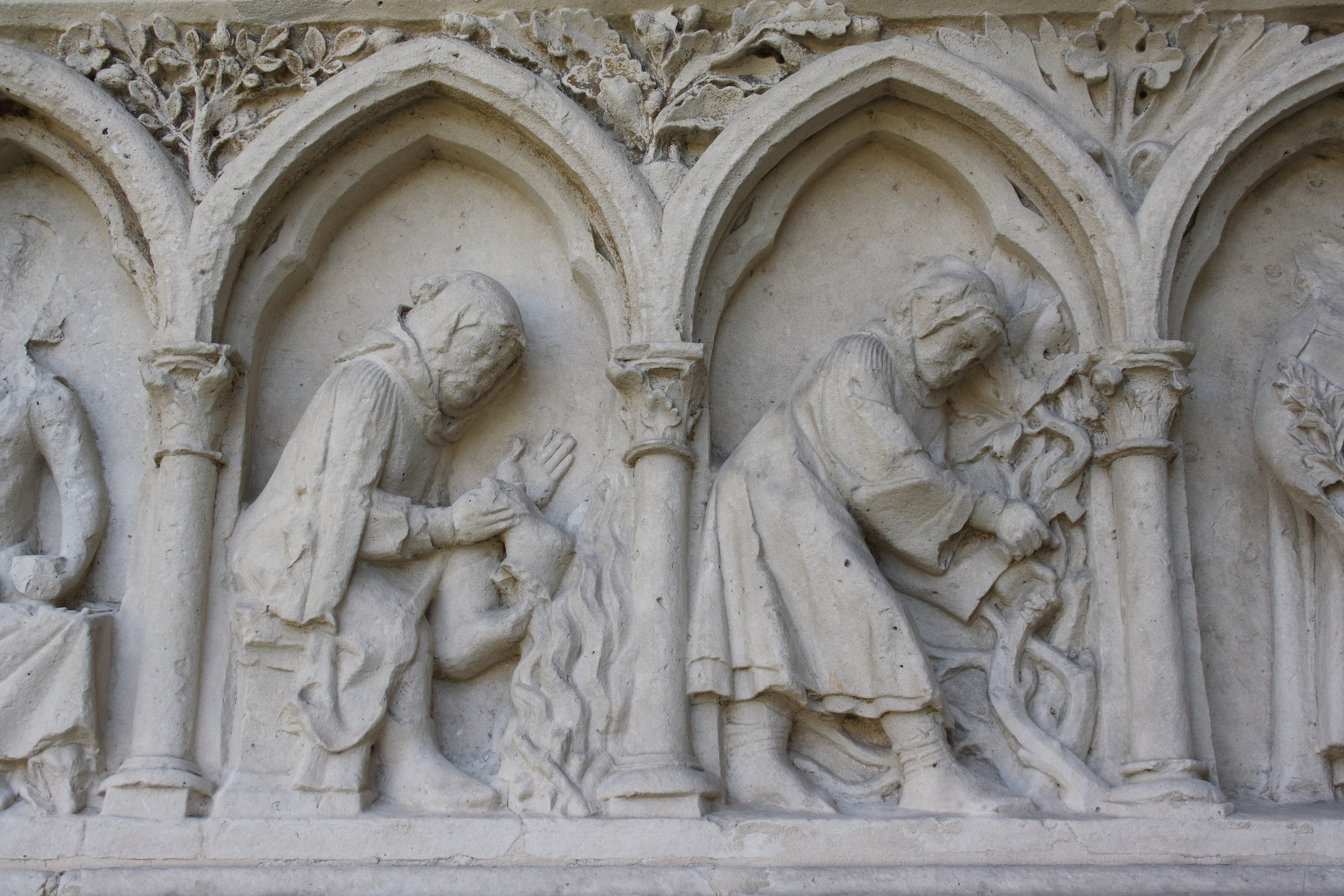
Printemps
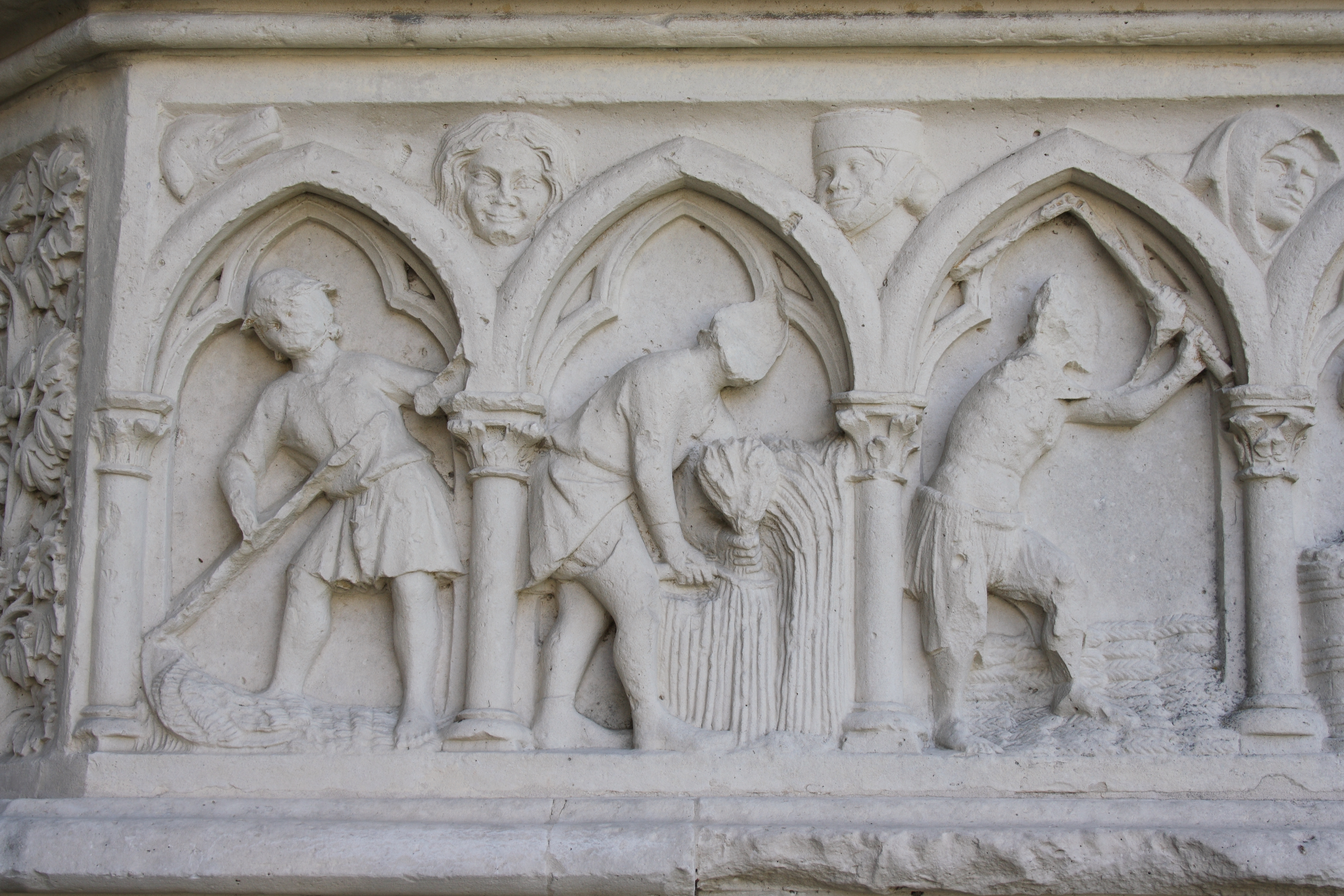
Été : moissons, battage
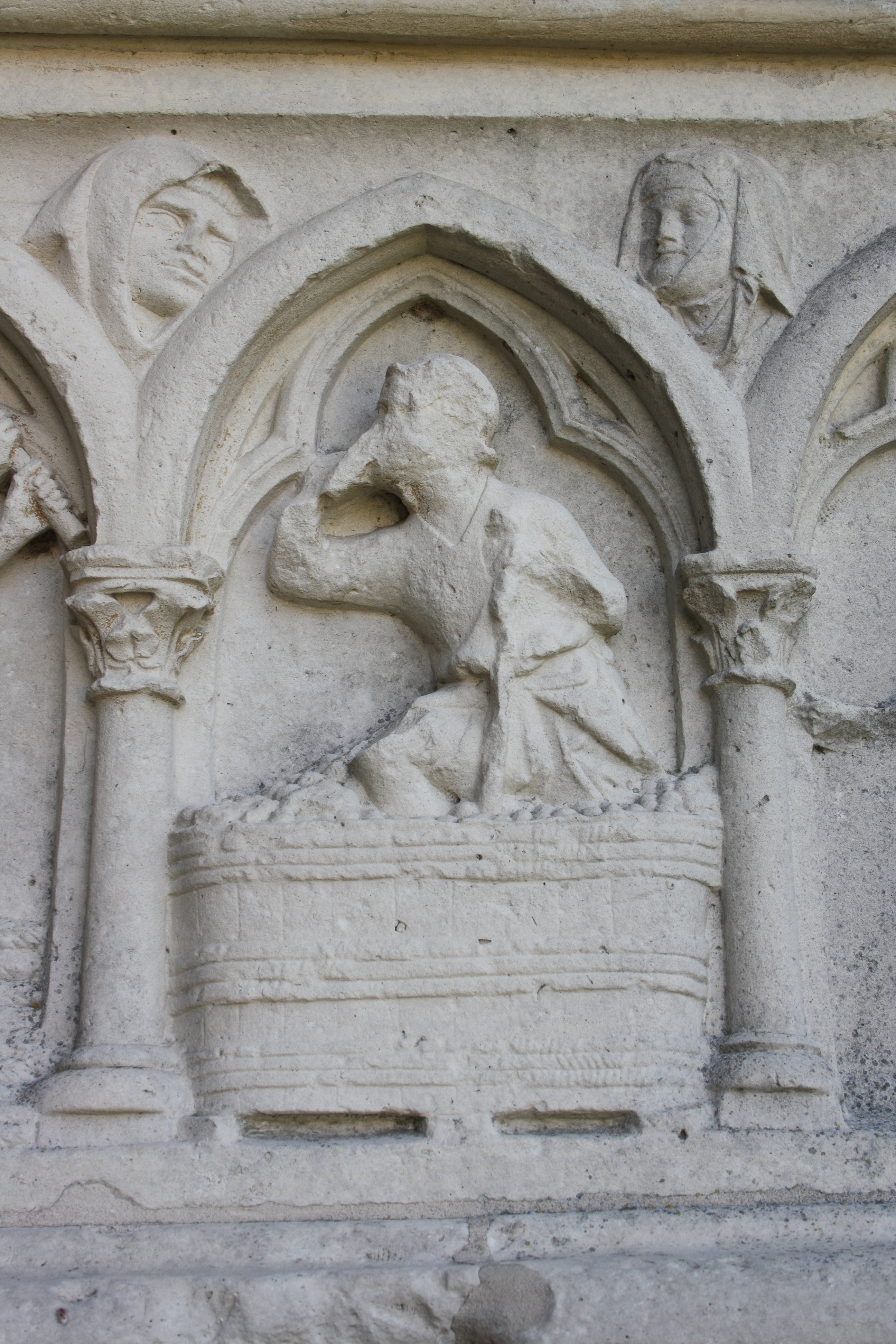
Automne : Vendanges...
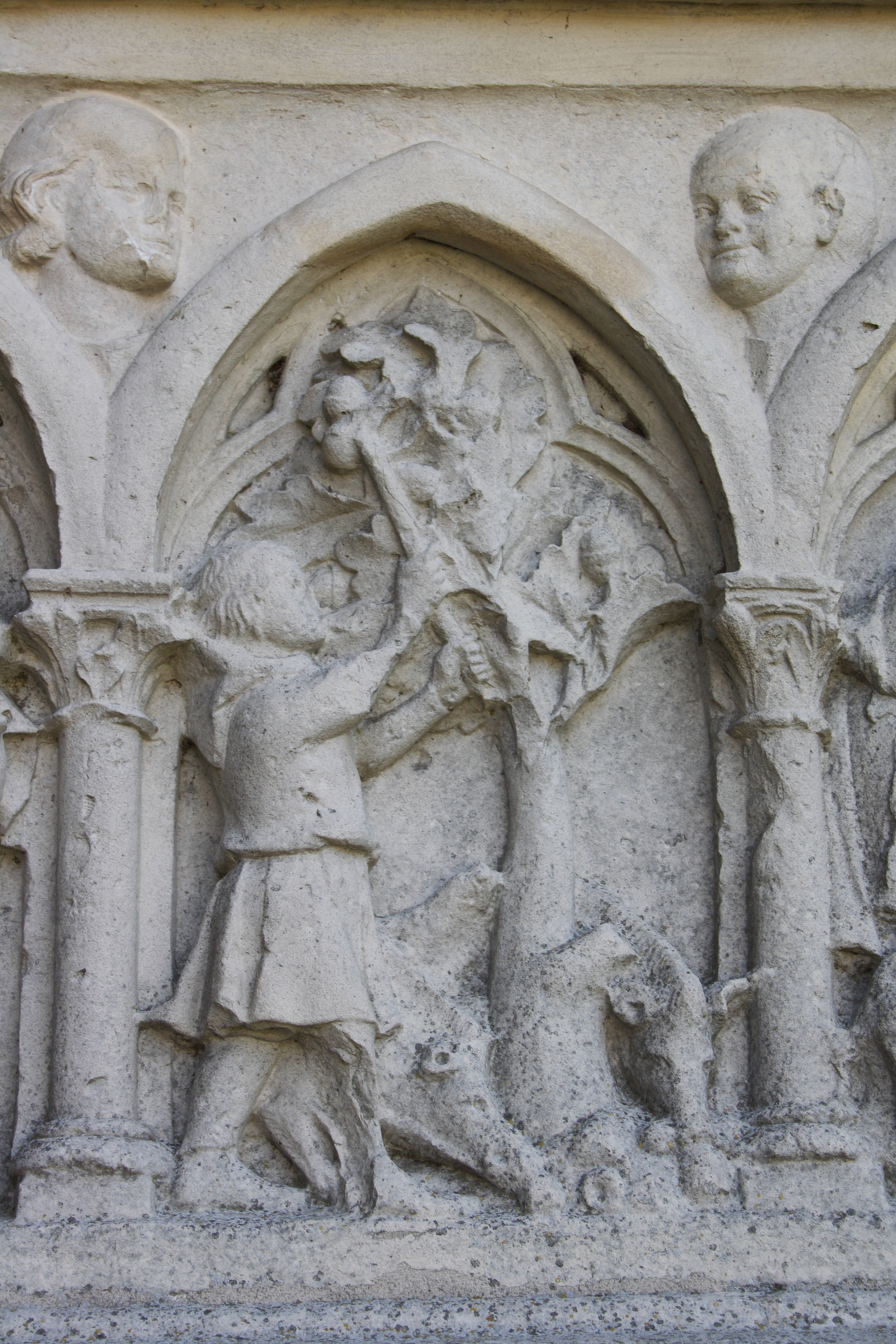
... récolte des fruits

#### Élévation sud
Le tympan du portail sud représente le Couronnement de la Vierge Marie.
Il est entouré de sobres archivoltes ogivales dont l'arc extérieur repose sur des corbeaux sculptés de têtes féminines.

Portail latéral sud
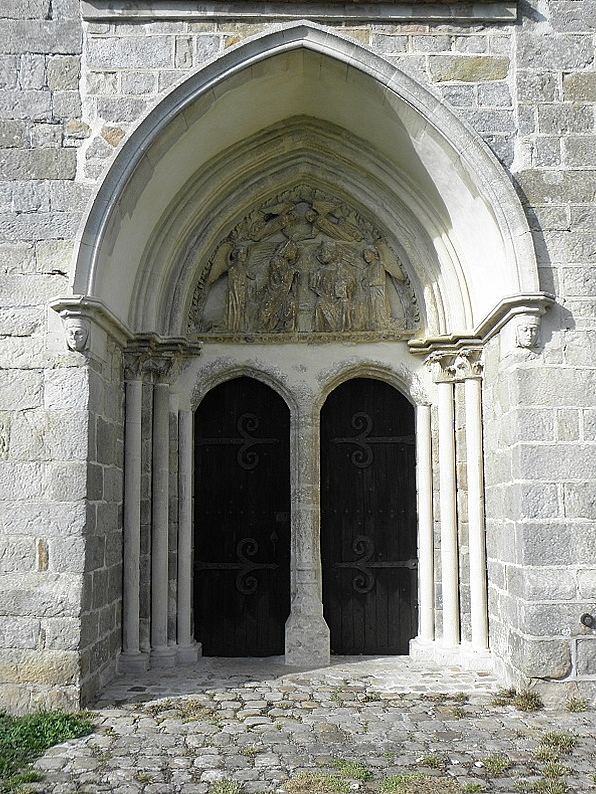
Vue du portail.
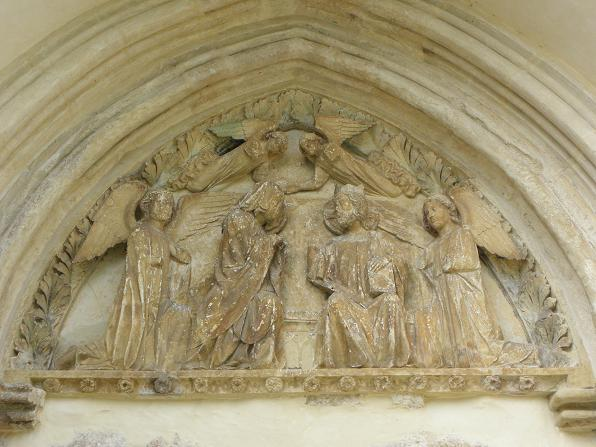
Tympan : couronnement de la Vierge.
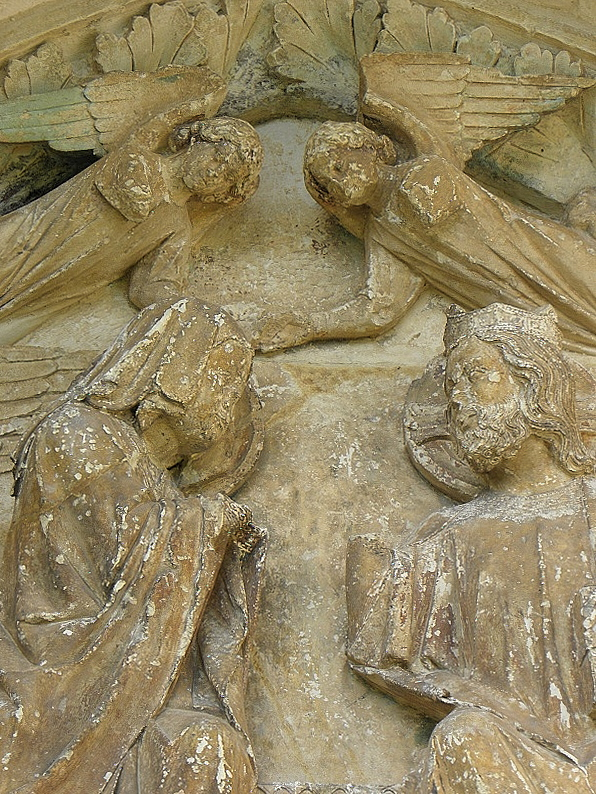
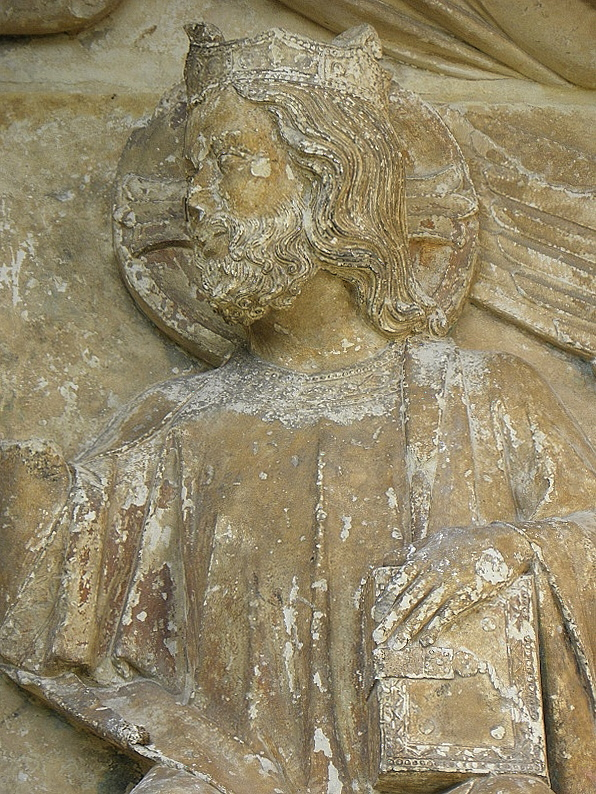
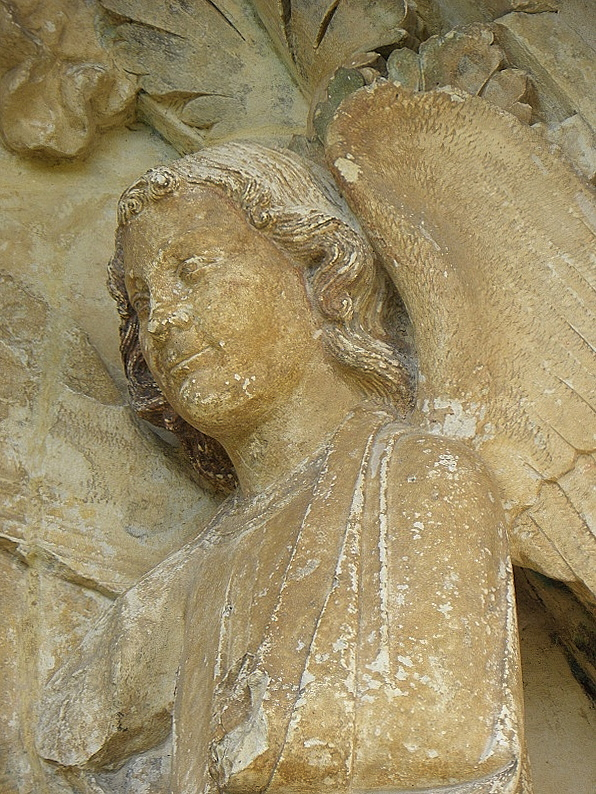